# Manly beach

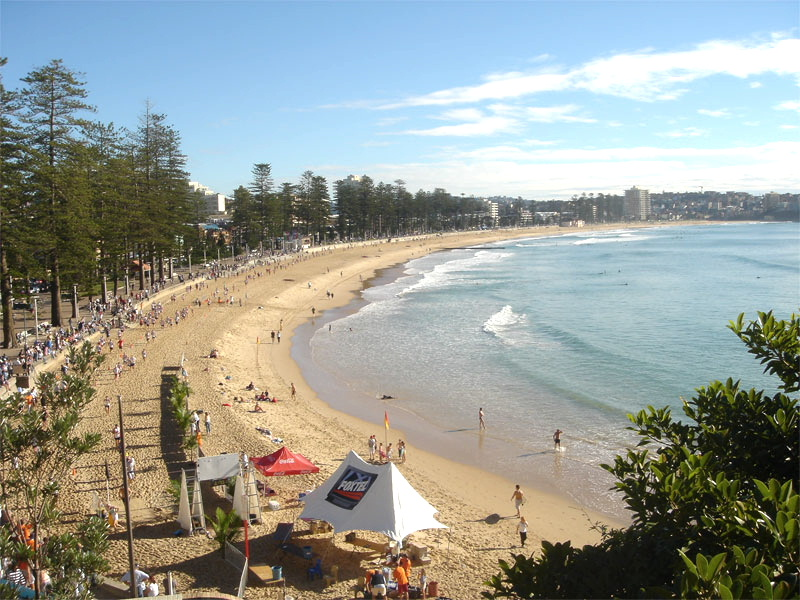
Manly beach

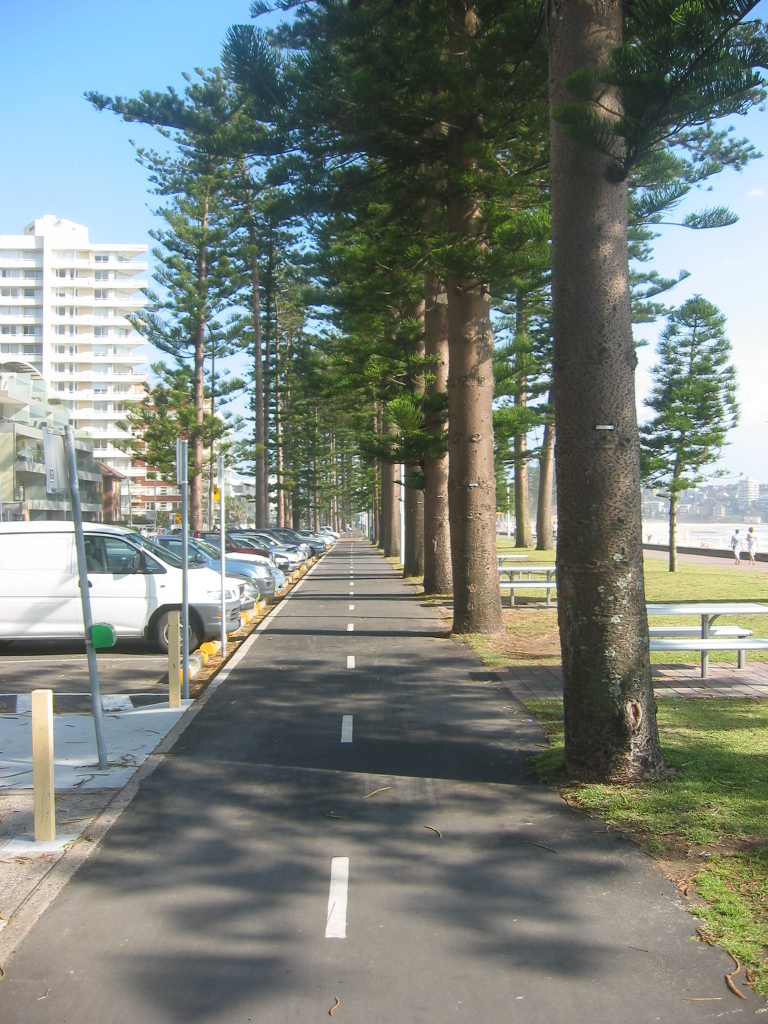
Pista ciclo-pedonale a Manly beach

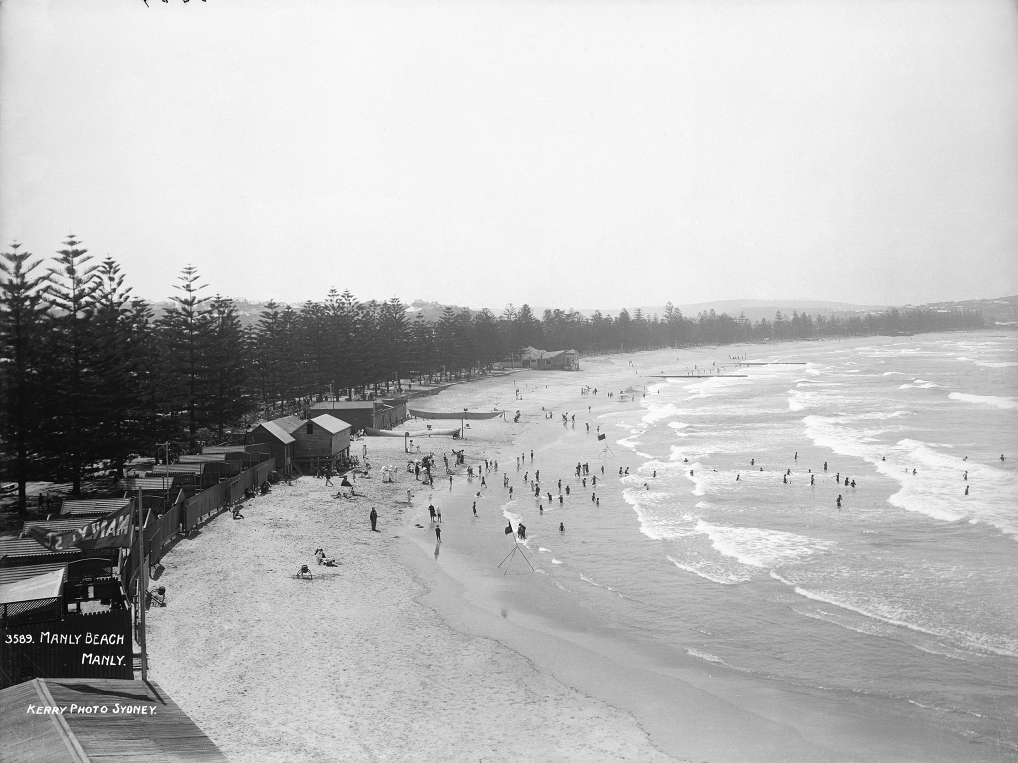
Manly beach nel 1900

Manly beach è una spiaggia della regione delle Spiagge settentrionali di Sydney, nel Nuovo Galles del Sud, in Australia, sita a Manly, sobborgo di Sydney distante 17 km dal centro.
Il nome della spiaggia e del sobborgo fu dato dal Capitano Arthur Phillip, fondatore della prima colonia europea in Australia, per la gente indigena che vi viveva. Scrisse al riguardo:" Il loro comportamento di fiducia e coraggioso mi ha portato a dare il nome di Cala coraggiosa". (Manly in inglese significa coraggioso, virile).
Il The Corso è una piazza pedonale e una delle principali strade del sobborgo di Manly per fare compere e cenare, lungo il molo dei traghetti e il porticciolo della spiaggia.